# Sheshonq IV
Sheshonq IV (Hedjkheperra setepenra) (o Sheshonq VI o V) (... – 785 a.C. ?) è stato un faraone delle XXII dinastia egizia e XXIII dinastia egizia.

## Scoperta
L'esistenza di questo sovrano venne per la prima volta proposta da David Rohl per poi essere confermata, nel 1993, da Aidan Dodson. Anche altri egittologi tra cui Jürgen von Beckerath e Kenneth Kitchen concordano con la tesi di Dodson.

Sheshonq IV condivide lo stesso prenomen (Hedjkheperra setepenra) con il suo illustre predecessore Sheshonq I mentre si distingue da questi per il particolare nomen : Sasanq meriamon Sa-Bast Neterheqauaset/Neterheqaon che comprende il nome (Shoshenq) seguito dall'epiteto meriamon (amato da Amon), dall'epiteto Sa-Bast (figlio di Bast) e dagli epiteti Neterheqauaset/Neterheqaon (potente signore di Tebe/potente signore di Eliopoli).

Questi due ultimi epiteti divennero di uso frequente tra i sovrani della XXII dinastia solo a partire da Osorkon II.

## Biografia
Come già avvenne per il suo predecessore, Sheshonq III, anche Sheshonq IV non salì al trono per diritto ereditario e non sappiamo esattamente a quale titolo ciò avvenne.

Degli eventi del suo regno sappiamo poco o nulla.

Si ritiene che Sheshonq IV sia stato sepolto nella stessa tomba di Sheshonq III, infatti nella tomba di questi sono stati rinvenuti due sarcofagi : uno titolato appunto a Sheshonq III e l'altro, anonimo, chiaramente inserito nella tomba in un secondo tempo. Tra i detriti che riempivano la sepoltura sono stati trovati numerosi frammenti provenienti da vasi canopi recanti il nome Hedjkheperra setepenra meriamon sa bast neterheqaon.